# NPK

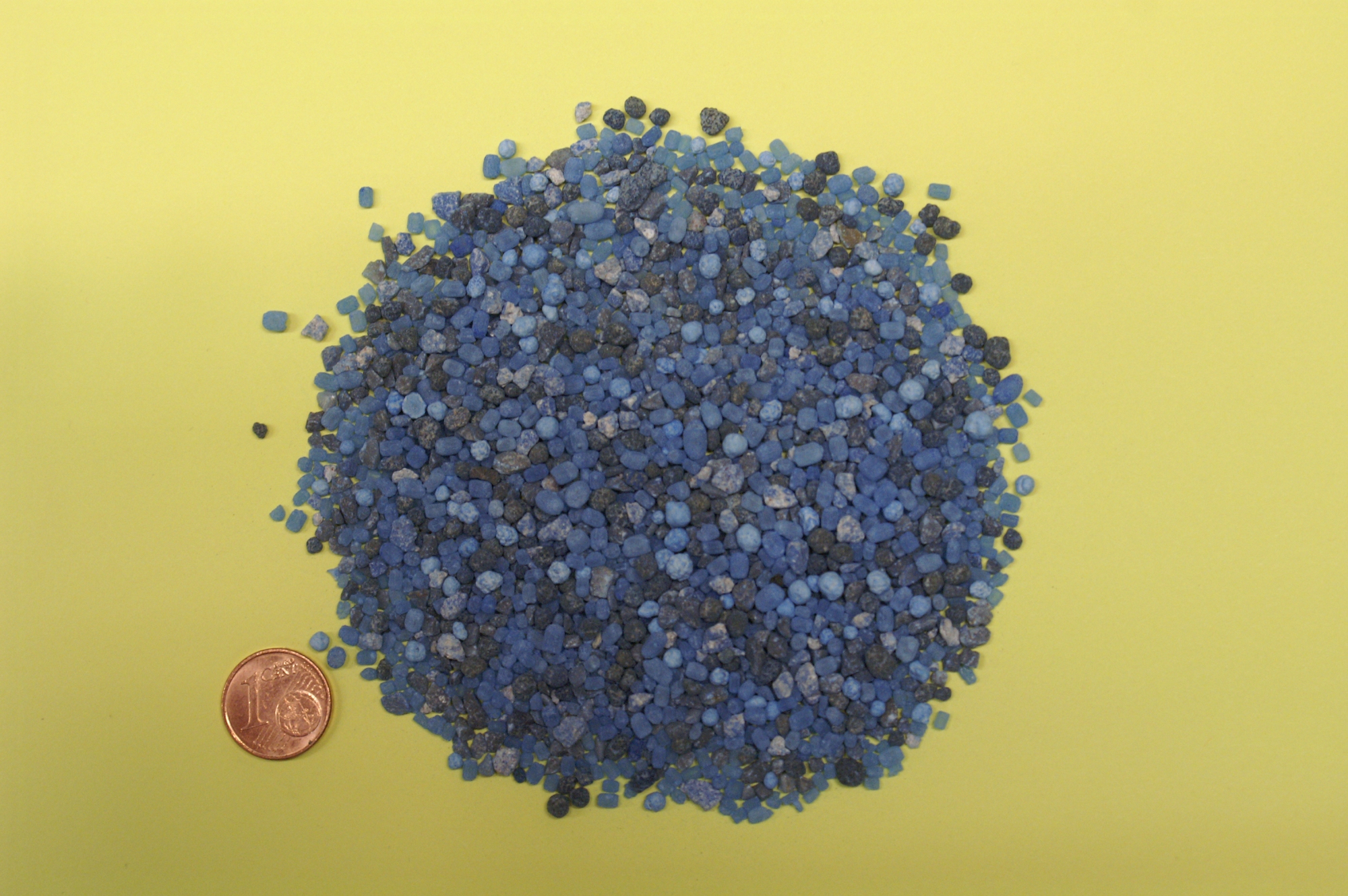
Fertilizante alemão com fator NPK: 12-5-14 (12% nitrogênio, 5% fósforo e 14% potássio).

NPK é uma sigla utilizada em estudos de agricultura, que designa a relação dos três nutrientes principais para as plantas (nitrogênio, fósforo e potássio), também chamados de macronutrientes, na composição de um fertilizante. A fórmula foi alcançada por Justus von Liebig.

## Nitrogênio (N)
O nitrogênio tem ação na parte verde da planta, as folhas. É um dos principais componentes das proteínas vegetais, sem ele as plantas não podem realizar a fotossíntese nem a respiração. Atua no crescimento e nas brotações da planta. Sem nitrogênio, a planta não cresce normalmente, se torna pequena e com um menor número de folhas. A presença de folhas amareladas é um bom indício de falta de nitrogênio.
- Onde encontrar: Ureia, sulfato de amónio, nitrato de sódio (também conhecido como Salitre do Chile), nitrato de amônio, ácido nítrico e adubos compostos com grande percentual de N, como NPK 20.05.20 (químicos) e esterco bovino e de aves, húmus de minhoca e farinha de peixe (orgânicos).

## Fósforo (P)
O fósforo atua principalmente na floração e na maturação e formação de frutos, no crescimento das raízes e na multiplicação das células, o fósforo é essencial às plantas e deve estar presente em uma forma inorgânica simples para que possa ser assimilado. Atraso no florescimento, flores quebradiças e pequeno número de frutos e de sementes são indícios de falta de fósforo.
- Onde encontrar: Superfosfatos, Termofosfatos e adubos compostos com alto percentual de P, como NPK 04.14.08 (químicos) , farinha de ossos e farinha de peixe (orgânicos).

## Potássio (K)
O potássio é essencial para o crescimento e responsável pelo equilíbrio de água nas plantas. Atua no tamanho e na qualidade dos frutos e na resistência a doenças e falta de água. Crescimento lento, raízes pouco desenvolvidas, caules fracos e muito flexíveis e formação de sementes e frutos pouco desenvolvidos são indícios de falta de potássio.
- Onde encontrar: Cloreto de potássio, sulfato de potássio e em adubos compostos com alto percentual de K, como NPK 20.05.20 (químicos) e cinza de madeira e esterco bovino (orgânicos).